# Bruce Spence
Bruce Spence (n. Auckland; 17 de septiembre de 1945) es un actor neozelandés, conocido por interpretar al Capitán Gyro y a Jedediah en Mad Max y a Zeddicus Zu'l Zorander en Legend of the Seeker.

## Biografía
Bruce nació en Nueva Zelanda y es uno de los actores más altos, pues mide 2,01 m. 
Asistió al Henderson High School en West Auckland. 
El 16 de septiembre de 1973 se casó con Jenny Spence, con la que ha tenido dos hijos.

## Carrera
Spence es un actor veterano que ha aparecido en más de 30 películas y en numerosas series de televisión y teatro. Con frecuencia representa a personajes altos y siniestros. Sus participaciones en las series han sido como personaje recurrente o invitado. 
En 1970 apareció en la película Dead Easy, al siguiente año participó en la película Stork, que lo hizo ganador de un premio AFI en la categoría de mejor actor. 
En 1973 apareció en las series Division 4, Boney y Certain Women donde interpretó a Julius "Big Julie". En 1974 apareció en las películas Three Old Friends, Moving On, y The Cars That Ate Paris donde interpretó a Charlie. Al año siguiente participó en The Firm Man y en The Great MacArthy y en las series Matlock Police y en Ryan, donde interpretó a Wally Scott en el episodio "Three-Legged Duck". 
En 1976 apareció junto a Dennis Hopper en la película Mad Dog Morgan donde interpretó a Heriot, también participó en las películas Oz, Eliza Fraser donde interpretó a Bruce McIver y en Let the Balloom Go.
Entre 1977 y 1979 participó en las películas Barnaby and Me, Newsfront y en Dimboola y en las series Skyways y en Case for the Defence. Su primer papel destacado en el cine lo obtuvo en 1981 cuando interpretó al Capitán Gyro en la película Mad Max 2: ese mismo año apareció en las series Kingswood Country y And Here Comes Bucknuckle; un año después apareció en Deadline. 
En 1983 apareció en Buddies, Midnight Spares, Double Deal y en The Return of Captain Invincible junto a los actores Alan Arkin y Christopher Lee. 
En 1984 apareció en la película dramática Wo die grünen Ameisen träumen y en Pallet on the Floor junto al actor Marshall Napier. Entre 1985 y 1989 apareció en varios películas entre ellas Mad Max Beyond Thunderdome, Great Expectations, the Untold Story como Joe Gargey, Bullseye, Rob Roy, The Year My Voice Broke, Bachelor Girl, Rikky and Pete, Zucker y en la miniserie Tanamera - Lion of Singapore.
Entre 1990 y 1998 apareció en Wendy Cracked a Walnut junto a Rosanna Arquette y Hugo Weaving, en The Shrimp on the Barbie, Sweet Talker donde interpretó a Norman Foster; también apareció en Hercules Returns, Ace Ventura: When Nature Calls junto a Jim Carrey e Ian McNeice, The Munsters' Scary Little Christmas, Halifax f.p: Isn't It Romantic junto a Hugo Weaving, interpretó al villano Wall en Dark City y en la película para la televisión Moby Dick donde interpretó a Elijah junto a Patrick Stewart. También participó en las series Dearest Enemy, Over the Hill, Twisted Tales, After the Beep, Return Jupiter, Good Guys Bad Guys, Chuck Finn y en la serie Tales of the South Seas.
En el 2002 apareció en la película Queen of the Damned, apareció en Inspector Gadget 2, un año después apareció en las películas Enter the Matrix, Buscando a Nemo donde fue la voz del tiburón Chum, The Matrix Revolutions y en Peter Pan junto a Jason Isaacs y Jeremy Sumpter. También apareció en cinco episodios de la serie Short Cuts.
Entre el 2004 y el 2007 apareció en las películas The Brush-Off donde interpretó a Philip Veale, en Australian Summer, donde interpretó a Herman, por su interpretación ganó un premio Trophest por mejor actuación. Ese mismo año también apareció en las películas Star Wars: Episodio III - La venganza de los Sith, donde interpretó a Tion Medon, en Crooked Mick of the Speewah, Grange, Aquamarine, Solo junto a Jay Laga'aia, Equal Opportunity, Death's Requiem y prestó su voz para el personaje del tiburón Chum en Finding Nemo: Submarine Woyage.
En 2008 apareció en la película Auscension y en la serie de televisión All Saints. En 2009 apareció en la comedia y drama Subdivision y se unió al elenco de la serie Legend of the Seeker, donde interpretó al poderoso mago de la primera orden Zeddicus Zedd Zu'l Zorander, hasta el final de la serie en el 2010. Zedd es el abuelo de Richard y protector de El Buscador.
En 2010 aparecerá en la tercera parte de la película de Las crónicas de Narnia, La travesía del Viajero del Alba (título original en inglés: The Chronicles of Narnia: The Voyage of the Dawn Treader), donde interpretará a Lord Rhoop.

## Filmografía

### Series de televisión
| Año         | Título                                  | Personaje              | Notas                         |
| ----------- | --------------------------------------- | ---------------------- | ----------------------------- |
| 2014        | Rake                                    | George Corella         | episodio #3.1                 |
| 2011        | Cloudstreet                             | Pig                    | episodio "Part 1" - miniserie |
| 2009        | All Saints                              | Barry Goldsworthy      | episodio "In Trust"           |
| 2008        | City Homicide                           | Maurice Biederman      | episodio "Reward"             |
| 2008        | Double the Fist                         | Mayor                  | episodio "Local Council"      |
| 2008 - 2010 | Legend of the Seeker                    | Zeddicus Zu'l Zorander | 40 episodios                  |
| 2006        | Nightmares and Dreamscapes              | Hans Morris            | episodio "Battleground"       |
| 2006        | RAN: Remote Area Nurse                  | Vince                  | 6 episodios                   |
| 2002        | Farscape                                | Prefecto Falaak        | episodio "A Perfect Murder"   |
| 2001 - 2003 | Always Greener                          | Reverendo Millburn     | 3 episodios                   |
| 2001        | BeastMaster                             | Annubis                | episodio "Fifth Element"      |
| 2000        | Something in the Air                    | Russell Redlich        | 4 episodios                   |
| 1999        | Chuck Finn                              | Profesor Heinz         | episodio "Ghost Hunters"      |
| 1997 - 2008 | Bullpitt!                               | Darcy Kelso            | 28 episodios                  |
| 1997        | Good Guys Bad Guys                      | Espíritu               | episodios "Little Time Bomb"  |
| 1996        | After the Beep                          | -                      | 7 episodios                   |
| 1994        | Halfway Across the Galaxy and Turn Left | Jefe                   | 18 episodios                  |
| 1988        | The Dirtwater Dynasty                   | Lonely Logan           | 4 episodios                   |
| 1984        | Special Squad                           | Profesor               | episodio "Return of the Cat"  |
| 1984        | Skyways                                 | David Howard           | episodio "Escape to Masang"   |

### Películas
| Año  | Película                                                 | Personaje              | Anotaciones                                                                               |
| ---- | -------------------------------------------------------- | ---------------------- | ----------------------------------------------------------------------------------------- |
| 2018 | La maldición de la casa Winchester                       | Agustine               |                                                                                           |
| 2014 | I, Frankenstein                                          | Molocal                |                                                                                           |
| 2012 | Spirit-ED                                                | Cuidador               | corto - junto a Miriam Margolyes, Roxane Wilson, Sonia Todd & Kieran Darcy-Smith          |
| 2012 | The Occupants                                            | Abuelo                 | corto - junto a Will Birchall & John Barrington                                           |
| 2012 | Census                                                   | Dr. Deluise            | corto - junto a Guy Edmonds, Heather Mitchell, Geoff Morrell & Jessica Tovey              |
| 2011 | The Man with Wings                                       | Lord Rhoop             | corto - junto a Guy Leslie, Dina Panozzo & Jack Tompsett                                  |
| 2010 | Las crónicas de Narnia: la travesía del Viajero del Alba | Lord Runt              |                                                                                           |
| 2008 | Australia                                                | Doctor Baker           | junto a Hugh Jackman, Nicole Kidman y David Wenham                                        |
| 2006 | Aquamarine                                               | Leonard                | junto a Emma Roberts, Sara Paxton, Lincoln Lewis, JoJo y Roy Billing                      |
| 2005 | Star Wars: Episode III - Revenge of the Sith             | Tion Medon             | junto a Ewan McGregor, Christopher Lee y Jay Laga'aia                                     |
| 2005 | Australian Summer                                        | Herman                 | -                                                                                         |
| 2003 | El Señor de los Anillos: el retorno del Rey              | Boca de Sauron         | (edición extendida)                                                                       |
| 2003 | The Matrix Revolutions                                   | Ferroviario            | junto a Keanu Reeves y Jada Pinkett Smith                                                 |
| 2003 | Buscando a Nemo                                          | Chum                   | junto a Eric Bana y Barry Humphries                                                       |
| 2003 | Inspector Gadget 2                                       | Baxter                 | junto a French Stewart, Elaine Hendrix y Tony Martin                                      |
| 2002 | Queen of the Damned                                      | Khayman                | junto a Lena Olin y Claudia Black                                                         |
| 1998 | Dark City                                                | Mr. Wall               | junto a Rufus Sewell, William Hurt, Kiefer Sutherland y Jennifer Connelly                 |
| 1996 | The Munsters' Scary Little Christmas                     | Mr. Gateman            | junto a Ann Magnuson y Bug Hall                                                           |
| 1995 | Ace Ventura: When Nature Calls                           | Gahjii                 | junto a Jim Carrey, Ian McNeice y Simon Callow                                            |
| 1991 | Sweet Talker                                             | Norman Foster          | junto a Bryan Brown, Karen Allen, Justin Rosniak & Chris Haywood                          |
| 1990 | Wendy Cracked a Walnut                                   | Ronnie                 | junto a Rosanna Arquette, Hugo Weaving, William McInnes, Kerry Walker & Susan Lyons       |
| 1988 | Bachelor Girl                                            | Alistair Dredge Jr     | junto a Lyn Pierse, Kim Gyngell, Doug Tremlett & Ruth Yaffe                               |
| 1985 | Mad Max: más allá de la cúpula del trueno                | Jedediah, el piloto    | junto a Mel Gibson                                                                        |
| 1983 | Double Deal                                              | Doug Mitchell          | junto a Louis Jourdan, Angela Punch McGregor, Warwick Comber, Peter Cummins & Diane Craig |
| 1981 | Mad Max 2                                                | Capitán Gyro           | junto a Mel Gibson                                                                        |
| 1974 | The Cars That Ate Paris                                  | Charlie                | junto a Max Gillies, Danny Adcock, Chris Haywood & Melissa Jaffer                         |
| 1971 | Stork                                                    | Graham "Stork" Wallace | junto a Helmut Bakaitis, Max Gillies, Jacki Weaver & Graeme Blundell                      |

### Videojuegos
| Año | Juego            | Personaje Notas                          |
| --- | ---------------- | ---------------------------------------- |
| -   | Edge of Twilight | Horace (prestó su voz para el personaje) |

### Teatro[6]
| Año        | Obra                                         | Personaje  | Director (a)        | Teatro              | Notas                                                  |
| ---------- | -------------------------------------------- | ---------- | ------------------- | ------------------- | ------------------------------------------------------ |
| 2014       | Cyrano de Bergerac                           | -          | Andrew Upton        | Sydney Theatre      | junto a Alan Dukes, Richard Roxburgh y Josh McConville |
| 2005       | The Marvellous Boy                           | -          | David Berthold      | Stables Theatre     | junto a Danny Adcock, Toby Schmitz & Anthony Phelan    |
| 2002       | The Cosmonaut's Last Message                 | -          | Joseph Couch        | Belvoir St. Theatre | junto a Linal Haft, Genevieve Lemon & Leeanna Walsman  |
| 1998       | Twelfth Night                                | -          | Roger Hodgman       | -                   | junto a Shane Bourne, Mandy McElhinney & Kim Gyngell   |
| 1995       | Cinderella                                   | -          | -                   | State Theatre       | -                                                      |
| 1993       | How to Succeed in Business Without Really T. | -          | Christopher Renshaw | Lyric Theatre       | junto a Robyn Arthur, Georgie Parker & John Wood       |
| 1991       | Sunday Lunch                                 | -          | Frank Gallacher     | Russell St. Theatre | junto a Kim Davenport, Gary Day & Janet Andrewartha    |
| 1984, 1985 | A Midsummer Night's Dream                    | Puck       | -                   | Athenaeum Theatre   | -                                                      |
| 1979       | Beware of Imitations                         | -          | Bill Hannan         | -                   | junto a Max Gillies                                    |
| 1978       | The Playboy of the Western World             | -          | Ray Lawler          | Athenaeum Theatre   | junto a Don Bridges, Edwin Hodgeman & Judith McGrath   |
| 1972       | The Compulsory Century                       | -          | Max Gillies         | -                   | junto a Graeme Blundell, Evelyn Krape & Rod Moore      |
| -          | Don Juan                                     | -          | -                   | -                   | -                                                      |
| -          | Les Miserables                               | Thenardier | -                   | -                   | -                                                      |

## Premios y nominaciones
| Año  | Categoría             | Locación                                                | Premio       | Serie - Película - Obra   | Resultado |
| ---- | --------------------- | ------------------------------------------------------- | ------------ | ------------------------- | --------- |
| 2005 | Best Male Actor       | Tropfest                                                | -            | Australian Summer         | Ganador   |
| 1983 | Best Supporting Actor | Academy of Science Fiction, Fantasy & Horror Films, USA | Saturn Award | Mad Max 2                 | Nominado  |
| 1972 | Best Performance      | Australian Film Institute                               | Hoyts Prize  | Stork                     | Ganador   |
| -    | Most Popular Actor    | Adelaide Arts Festival                                  | -            | Don Juan                  | Nominado  |
| -    | Best Supporting Actor | -                                                       | -            | A Midsummer Night's Dream | Nominado  |